# Schweix
Schweix ist eine Ortsgemeinde im Landkreis Südwestpfalz in Rheinland-Pfalz. Sie gehört der Verbandsgemeinde Pirmasens-Land an, innerhalb derer sie gemessen an der Einwohnerzahl die kleinste Ortsgemeinde darstellt und ist Grenzort zu Frankreich.

## Geographie

### Lage
Schweix liegt unmittelbar an der Grenze zu Frankreich am Rand des Zweibrücker Hügellandes, das in Richtung Osten in den Pfälzerwald übergeht. Es gehört zu den Dörfern der sogenannten Hackmesserseite. Im Norden befindet sich Kröppen, im Osten Hilst, westlich liegt Liederschiedt und nordwestlich Walschbronn. Die nächstgrößere Stadt ist Pirmasens im Nordosten.
Zu Schweix gehören zusätzlich die Wohnplätze Hilstermühle und Schweixermühle.

### Gewässer
Durch den Nordosten der Gemarkung verläuft die Trualbe. Dessen linker Nebenfluss Hilstbach bildet im Osten grob die Grenze zu Hilst.

## Geschichte

### Mittelalter
Das Dorf Schweix lag im Amt Lemberg der Grafschaft Zweibrücken-Bitsch und dort in der Amtsschultheißerei Kröppen.

Blick von Süden auf Schweix

### Frühe Neuzeit
1570 verstarb Graf Jakob von Zweibrücken-Bitsch (* 1510; † 1570) als letztes männliches Mitglied seiner Familie. Das Amt Lemberg erbte seine Tochter, Ludovica Margaretha von Zweibrücken-Bitsch, die mit dem (Erb-)Grafen Philipp (V.) von Hanau-Lichtenberg verheiratet war. Ihr Schwiegervater, Graf Philipp IV. von Hanau-Lichtenberg, gab durch die sofortige Einführung des lutherischen Bekenntnisses dem streng römisch-katholischen Herzog Karl III. von Lothringen Gelegenheit, militärisch zu intervenieren, da dieser die Lehnshoheit über die ebenfalls zum Erbe gehörende Herrschaft Bitsch besaß. Im Juli 1572 besetzten lothringische Truppen die Grafschaft. Da Philipp IV. der lothringischen Übermacht nicht gewachsen war, wählte er den Rechtsweg. Beim anschließenden Prozess vor dem Reichskammergericht konnte sich Lothringen hinsichtlich der Herrschaft Bitsch durchsetzen, das Amt Lemberg dagegen – und somit auch Schweix – wurde der Grafschaft Hanau-Lichtenberg zugesprochen. Der Vertrag, der den Streit beendete, enthielt auch einen Passus, der den Katholiken eine freie Glaubensausübung in Schweix garantierte.
1736 starb mit Graf Johann Reinhard III. der letzte männliche Vertreter des Hauses Hanau. Aufgrund der Ehe seiner einzigen Tochter, Charlotte (* 1700; † 1726), mit dem Erbprinzen Ludwig (VIII.) (* 1691; † 1768) von Hessen-Darmstadt fiel die Grafschaft Hanau-Lichtenberg nach dort.

### Seit 1800
Im Zuge der Französischen Revolution pflanzten die Bürger im November 1792 einen Freiheitsbaum. Außerdem fiel dann der linksrheinische Teil der Grafschaft Hanau-Lichtenberg – und damit auch das Amt Lemberg und Schweix – 1794 an Frankreich. Zunächst unterstand der Ort dem Kanton Breidenbach. Ab 1801 war Eppenbrunn in den Kanton Bitche eingegliedert. 1802 hatte die Gemeinde insgesamt 223 Einwohner. 1814 wechselte der Ort in den Kanton Pirmasens.
1815 wurde der Ort nach dem Ende der napoleonischen Herrschaft zunächst Österreich zugeschlagen. Bereits ein Jahr später kam Schweix zum bayerischen Rheinkreis. Ab 1818 war der Ort Bestandteil des Landkommissariat Pirmasens, das 1862 in ein Bezirksamt umgewandelt wurde.
1939 wurde Schweix in den Landkreis Pirmasens (ab 1997 Landkreis Südwestpfalz) eingegliedert. Da der Ort sich in der Roten Zone befand wurden die Bewohner mit Beginn des Zweiten Weltkriegs evakuiert; anders als die meisten Orte der Gegend wurde er jedoch zwecks Erweiterung des Truppenübungsplatzes Bitsch von der Wiederbesiedlung ein Jahr später ausgenommen. Nach dem Krieg wurde die Gemeinde innerhalb der französischen Besatzungszone Teil des damals neu gebildeten Landes Rheinland-Pfalz. Im Zuge der ersten rheinland-pfälzischen Verwaltungsreform wurde die Gemeinde 1972 der neugeschaffenen Verbandsgemeinde Pirmasens-Land zugeordnet.

## Religion
Bis zum 18. Jahrhundert war die Gemeinde gegenüber der Abtei Stürzelbronn zehntpflichtig. Vor der Französischen Revolution gehörte sie zur Pfarrei von Walschbronn.

## Politik

### Gemeinderat
Der Gemeinderat in Schweix besteht aus sechs Ratsmitgliedern, die bei der Kommunalwahl am 9. Juni 2024 in einer Mehrheitswahl gewählt wurden, und dem ehrenamtlichen Ortsbürgermeister als Vorsitzendem.
Die Sitzverteilung im Gemeinderat:
| Wahl | SPD               | CDU               | Gesamt  |
| ---- | ----------------- | ----------------- | ------- |
| 2024 | per Mehrheitswahl | per Mehrheitswahl | 6 Sitze |
| 2019 | per Mehrheitswahl | per Mehrheitswahl | 8 Sitze |
| 2014 | per Mehrheitswahl | per Mehrheitswahl | 8 Sitze |
| 2009 | 3                 | 5                 | 8 Sitze |
| 2004 | 5                 | 3                 | 8 Sitze |

### Bürgermeister
Marco Maas wurde am 25. Juni 2019 Ortsbürgermeister von Schweix. Bei der Direktwahl am 26. Mai 2019 war er mit einem Stimmenanteil von 80,20 % gewählt worden. Bei der Direktwahl am 9. Juni 2024 wurde Marco Maas als einziger Bewerber mit 81,0 % für weitere fünf Jahre wiedergewählt.
Die Vorgänger von Maas waren Karl-Heinz Conrad (SPD), der nach 20 Jahren im Amt nicht erneut angetreten war, und Albert Zinßius (CDU, Ortsbürgermeister bis 1999).

### Wappen
| Wappen von Schweix | Blasonierung: „In Gold ein roter Sparren, beseitet oben von je einer grün -bestielten und -beblätterten grünen Eichel, unten von einem blauen Zahnrad.“ |
| Wappen von Schweix | Wappenbegründung: Der Sparren stammt aus dem Wappen von Hanau-Lichtenberg. Die Flagge ist Gelb-Rot-Gelb geteilt im Verhältnis 1:4:1.                    |

## Kultur

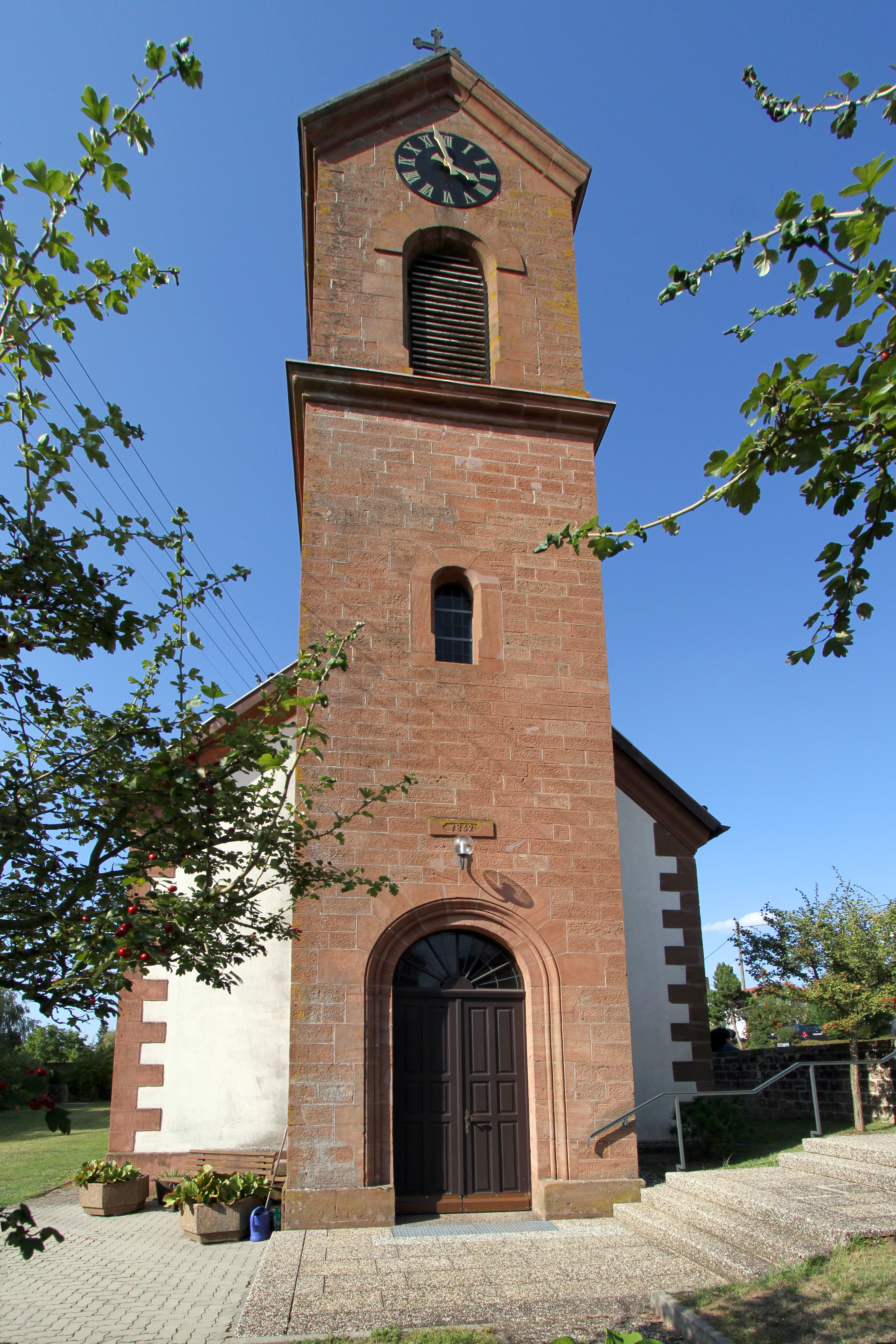
Katholische Pfarrkirche Mariä Heimsuchung

Vor Ort existieren insgesamt neun Objekte, die unter Denkmalschutz stehen, darunter die katholische Kirche in der Ortsmitte. Letztere wurde 1806 fertiggestellt. In ihr befindet sich eine Lindenholz-Statue der Maria Immaculata, Mitte 18. Jahrhundert, die angeblich aus dem 1790 aufgelösten Kloster Stürzelbronn stammt.

## Wirtschaft und Infrastruktur

### Wirtschaft
Die im Nordosten der Gemarkung liegende Hilstermühle ist mehr als 400 Jahre alt und wurde bis 2009 betrieben.

### Verkehr
Schweix ist über die untergeordnete Kreisstraße 1 zu erreichen, die bis nach Frankreich führt und dort zur Département-Straße 86b wird. Über die A 8 im Norden besteht Anschluss an den Fernverkehr. Am nordöstlichen Rand der Gemarkung verläuft der mit einem grünen Balken markierte Saar-Rhein-Weg, der eine Verbindung mit Saarbrücken und Wörth am Rhein schafft.

### Bildung
Die Kinder besuchen den deutsch-französischen Kindergarten in Liederschiedt. Die Gemeinde gehört zum Einzugsgebiet der Konrad-Adenauer-Grundschule in Vinningen sowie der dortigen Realschule plus.

## Persönlichkeiten

### Ehrenbürger
- Karl-Heinz Conrad (* 1949/1950) wurde am 1. Dezember 2019 in Anerkennung seiner Verdienste um die Allgemeinheit zum Ehrenbürger ernannt. In seiner Zeit als Ortsbürgermeister (1999–2019) wurden zahlreiche Projekte realisiert, und er übte mehrere Ehrenämter in der Gemeinde aus.[11]
- Albert Zinßius (†), langjähriger Ortsbürgermeister von Schweix (Amtszeit bis 1999).[11]

### Mit Schweix verbundene Personen
- Jakob Martin (1880–1938), katholischer Priester, wurde 1907 Ortspfarrer von Schweix
- Edith Stein (1891–1942), Nonne und Philosophin, 1998 heiliggesprochen. Sie besuchte zwischen 1927 und 1931 mehrfach den Schweixer Pfarrer Konrad Schwind und dessen Schwestern und Haushälterinnen Anna und Lisette. 1928 verbrachte Edith Stein im Pfarrhaus einige Wochen Urlaub.[13]